# Cantonul Nay-Ouest
Cantonul Nay-Ouest este un canton din arondismentul Pau, departamentul Pyrénées-Atlantiques, regiunea Aquitania, Franța.

## Comune
- Arros-de-Nay
- Arthez-d'Asson
- Asson
- Baliros
- Bourdettes
- Bruges-Capbis-Mifaget
- Haut-de-Bosdarros
- Nay (parțial, reședință)
- Pardies-Piétat
- Saint-Abit